# إديا
إديا هي مدينة تقع على طول نهر ساناغا في المنطقة الساحلية بالكاميرون، وتقع في الجنوب الشرقي من العاصمة ياوندي وتبعد عنها بحوالي 70 كم.

## التاريخ
دخل الإسلام المنطقة في القرن الأول الهجري مع قوافل التجار القادمة من شمال أفريقيا، إلا أنه لم ينتشر بها إلا في القرن السابع الهجري. تم تأسيس المدينة في 1891.

## السكان

### تعداد السكان
| التاريخ | التعداد |
| ------- | ------- |
| 2001    | 122,300 |
| 2012    | 73,128  |

## الاقتصاد
إديا من المدن المزدهرة تجارياً، حيث يوجد بها أماكن لتصنيع البوكسيت والألومنيوم والصلب والأخشاب والورق، وتنتشر بها زراعة الموز ونخيل الزيت والكاكاو والحبوب.

## النقل والمواصلات
ترتبط إديا بمدن الكاميرون الأخرى بطرق برية وحديدية، حيث تقع على خط السكك الحديدية بين مدينتي دوالا وياوندي.